# Barokviool
Een barokviool is een viool die is opgebouwd zoals een viool in de barokperiode van de muziek.

## Begripsbepaling
De term omvat:
- authentieke originele instrumenten uit de barokperiode die ongewijzigd zijn (zeldzaam)
- teruggebouwde, ooit gemoderniseerde oude instrumenten
- latere instrumenten die aangepast werden in een opstelling zoals in de barokperiode
- moderne replica's: nieuw gebouwd volgens oude principes (ook authentiek: de oude violen van nu waren toen nieuw)

De term 'barokviool' is een recent begrip en is kunsthistorisch zelfs onjuist, omdat de viool in zijn uiterlijke vorm en functie enkele decennia voor het begin van de barokperiode is ontstaan.
Barokviolen worden de laatste decennia vaak gebruikt dankzij de historisch geïnformeerde uitvoeringspraktijk, waarbij violisten terugkeren naar oudere modellen van het instrument om een authentiek geluid te bereiken.

## Onderscheid met moderne viool
De verschillen tussen een barokviool en een moderne viool zijn te zien in onder meer de omvang en de aard van de hals, toets en staartstuk.
De hals was minder gehoekt, iets breder, vlakker en genageld. Instrumenten uit het begin van de 17de eeuw (of hun replica's) hebben een hals die ongeveer 2 cm korter is, wat het bespelen vergemakkelijkt op het instrument dat toen in de kromming van de arm lag. De brug was toen ook 2 cm dichter bij het staartstuk dan in het begin van de 18de eeuw.
De toets is korter, was eerst gemaakt van buxushout, later van esdoornhout, gedeeltelijk met een dunne ebbenhouten laag.
De "barokke" kam heeft een iets andere vorm in hoogte en dikte. De iets vlakkere boogvorm bevordert het spelen van akkoorden.
Barokviolen zijn bijna altijd uitgerust met darmsnaren, in tegenstelling tot de meer gebruikelijke metalen en synthetische snaren op een modern instrument.
Barokviolen worden bespeeld met een strijkstok of boog, die vervaardigd is zoals in de barokperiode, in plaats van de moderne Tourte-strijkstok.
Barokviolen zijn niet uitgerust met een kinhouder en worden bespeeld zonder een schoudersteun (zie verder).

## Stemming
Afhankelijk van de regio werden stemmingen gevonden tussen 392 Hz en 466 Hz (voor details, Zie ook stemtoon). Om puur praktische redenen zijn de meeste van de huidige ensembles het eens geworden over 415 Hz voor het barokke en 432 Hz voor het klassieke repertoire.

## Houding en speeltechniek
In tegenstelling tot het moderne instrument wordt de barokviool meestal bespeeld zonder schouder- of kinsteun. Het instrument wordt direct op het sleutelbeen of de schouder geplaatst. In zeldzamere gevallen wordt het boven de borst gehouden, zoals tot het begin van de 18de eeuw gebruikelijk was en op oude foto's te zien is. Deze houdingen vereisen een fundamenteel andere techniek van de linkerhand bij het wisselen van posities.
De afwijkende opbouw, de darmsnaren, de historisch correcte strijkstok en de historische manier van spelen leiden tot een zeer karakteristieke klank die sterk verschilt van die van de moderne viool. Zowel de beheersing van deze klank als de bijbehorende historische uitvoeringspraktijk en speelhouding vragen om een aangepaste speeltechniek, die vandaag op de meeste muziekscholen en in masterclasses wordt aangeleerd.
Georg Muffat schreef in 1698 over de mogelijke verschillende boogposities:
"Bij het grijpen van de boog spelen de meeste Duitsers door hun haren naar beneden te drukken met hun duimen, en hierin onderscheiden ze zich van de Welschen, die het haar onaangeroerd laten."

## Weblinks
- „The Art of Playing on the Violin“, van Francesco Geminiani
- École d'Orphée van Michel Corrette